# Attaneuria
Attaneuria is een geslacht van steenvliegen uit de familie borstelsteenvliegen (Perlidae). De wetenschappelijke naam van het geslacht is voor het eerst geldig gepubliceerd in 1954 door Ricker.

## Soorten
Attaneuria omvat de volgende soorten:
- Attaneuria ruralis (Hagen, 1861)